# Michael Feinstein Sings the Burton Lane Songbook, Vol. 2
| Críticas profissionais | Críticas profissionais |
| Avaliações da crítica  | Avaliações da crítica  |
| Fonte                  | Avaliação              |
| ---------------------- | ---------------------- |
| Allmusic               | [ 1 ]                  |

Michael Feinstein Sings the Burton Lane Songbook, Vol. 2 é um álbum do compositor e pianista norte-americano Michael Feinstein de canções compostas por Burton Lane. O Volume 1 do álbum foi lançado em 1990.
Feinstein é acompanhado ao piano por Lane em todo o álbum.

## Faixas
Todas as músicas compostas por Burton Lane, letristas indicados.
1. "It's Time for a Love Song" (Alan Jay Lerner) - 3:06
2. "The World Is in My Arms" (E.Y. "Yip" Harburg) - 3:46
3. "I Want a New Romance" (Sam Coslow) - 2:39
4. "Everything I Have Is Yours"/"Your Head on My Shoulder" (Harold Adamson) - 4:17
5. "Poor You" (Harburg) - 3:08
6. "Open Your Eyes" (Lerner) - 3:01
7. "I Hear Music" (Frank Loesser) - 2:10
8. "The Happiest Day of My Life" (Lerner) - 3:46
9. "The Lady's in Love with You" (Loesser) - 3:43
10. "Where Have I Seen Your Face Before?" (Harburg) - 3:30
11. "Don't Let It Get You Down" (Harburg) - 3:50
12. "It Happens Every Time" (Ira Gershwin) - 2:46
13. "Look Who's Here" (Adamson) - 2:12
14. "Hurry, It's Lovely Up Here" (Lerner) - 2:48
15. "On the S.S. Bernard Cohn" (Lerner) - 1:29
16. "Melinda" (Lerner) - 3:50
17. "Dancing Lesson" (Lerner) - 1:00
18. "She Wasn't You" (Lerner) - 3:14
19. "Tosy and Cosh" (Lerner) - 1:10
20. "Wait Til We're Sixty-Five" (Lerner) - 2:10
21. "What Did I Have" (Lerner) - 3:02
22. "Come Back to Me" (Lerner) - 2:30
23. "On a Clear Day (You Can See Forever)" (Lerner) - 2:35